# 中國大陸隧道列表
本條目列舉了中國大陸地區的部分主要隧道。

## 按类型分类

### 公路隧道
| 隧道名             | 全长（米） | 所属公路           | 備考   |
| ------------------ | ---------- | ------------------ | ------ |
| 港珠澳大桥海底隧道 | 6700       | 珠三角環線高速公路 | 2019年 |
| 加林山隧道         | 3641       | 珠三角環線高速公路 | 2016年 |

### 鐵路隧道
此处仅列出长度大于20公里的铁路隧道，更多见主条目
| 隧道名       | 全长（米） | 所属铁路           | 備考                                                                 |
| ------------ | ---------- | ------------------ | -------------------------------------------------------------------- |
| 高黎贡山隧道 | 34,586     | 大瑞铁路           | 在建，预计2028年通车                                                 |
| 海子山隧道   | 33,020     | 川藏铁路           | 在建，预计2030年通车                                                 |
| 关角隧道     | 32,605     | 青藏铁路西格复线   | 2014年4月15日，双线正洞全线贯通                                      |
| 西秦岭隧道   | 28,238     | 兰渝铁路           | 双洞，已通车                                                         |
| 太行山隧道   | 27,839     | 石太客专           | 双洞，已通车                                                         |
| 南吕梁山隧道 | 23,465     | 山西中南部铁路通道 | 双洞，已通车                                                         |
| 中天山隧道   | 22,467     | 南疆铁路           | 双洞，已通车                                                         |
| 青云山隧道   | 22,175     | 永莆铁路           | 双洞，已通车                                                         |
| 燕山隧道     | 21,204     | 张唐铁路           | 双洞，已通车                                                         |
| 吕梁山隧道   | 20,750     | 太中银铁路         | 双洞，已通车                                                         |
| 乌鞘岭隧道   | 20,050     | 兰新铁路           | 双洞，已通车                                                         |
| 秦岭隧道     | 18,460     | 西康铁路           | 双洞，已通车                                                         |
| 戴云山隧道   | 15,623     | 昌福铁路           | 双洞，已通车                                                         |
| 武夷山隧道   | 14,659     | 昌福铁路           | 单洞双线，已通车                                                     |
| 北武夷山隧道 | 14,646     | 合福客运专线       | 单洞双线，已通车                                                     |
| 大瑶山隧道   | 14,300     | 京广铁路           | 单洞双线，已通车                                                     |
| 尤溪隧道     | 12,974     | 昌福铁路           | 单洞双线，已通车                                                     |
| 长梁山隧道   | 12,784     | 朔黄铁路           | 单洞双线，已通车                                                     |
| 圆梁山隧道   | 11,070     | 渝怀铁路           | 单洞，已通车                                                         |
| 狮子洋隧道   | 10,800     | 广深港高速铁路     | 双线，已通车，国内第一条高速铁路水下特长盾构隧道，“中国铁路世纪隧道” |
| 浏阳河隧道   | 10,115     | 京广高速铁路       | 单洞双线，已通车                                                     |

### 地铁隧道
此处仅列出长度大于15公里的地铁隧道
| 名称                  | 长度                | 完成年份    | 备注                                                       |
| --------------------- | ------------------- | ----------- | ---------------------------------------------------------- |
| 广州地铁3号线         | 64,410（40.02英里） | 2005 - 2010 | 机场南/天河客运站－体育西路－番禺广场；世界最长的地铁隧道  |
| 北京地铁10号线        | 57,100（35.48英里） | 2008 - 2013 | 环线                                                       |
| 南京地铁3号线         | 41,567（25.83英里） | 2010 - 2015 | 星火路站－秣周东路站                                       |
| 上海地鐵7号线         | 40,200（24.98英里） | 2009 - 2011 | 潘广路－花木路                                             |
| 深圳地铁1號綫         | 37,479（23.29英里） | 2009 - 2011 | 罗湖－固戍                                                 |
| 深圳地铁2號綫         | 36,164（22.47英里） | 2010 - 2011 | 赤湾－新秀                                                 |
| 上海地鐵10号线        | 36,000（22.37英里） | 2010        | 虹桥火车站/航中路－新江湾城                                |
| 广佛地铁              | 32,160（19.98英里） | 2010 - 2016 | 燕崗－新城東                                               |
| 广州地铁2号线         | 32,000（19.88英里） | 2010        | 广州南站－嘉禾望岗                                         |
| 北京地铁4号线－大兴线 | 30,950（19.23英里） | 2009 - 2010 | 安河桥北－公益西桥－新宫                                   |
| 上海地鐵2号线         | 30,187（18.76英里） | 2000        | 徐泾东－龙阳路                                             |
| 广州地铁5号线         | 29,900（18.58英里） | 2009        | 坦尾东－文冲                                               |
| 南京地铁4号线         | 29,805（18.52英里） | 2011 - 2017 | 龙江站－西岗桦墅站                                         |
| 上海地鐵8号线         | 29,650（18.42英里） | 2007 - 2009 | 市光路－芦恒路                                             |
| 北京地铁1号线         | 28,530（17.73英里） | 1971 - 2000 | 苹果园－大望路                                             |
| 武汉地铁2号线         | 60,800（37.78英里） | 2006 - 2019 | 天河机场－佛祖岭                                           |
| 沈阳地铁1号线         | 27,800（17.27英里） | 2010        | 十三号街－黎明广场                                         |
| 西安地铁2号线         | 26,500（16.47英里） | 2011 - 2014 | 西安北站－韦曲南                                           |
| 上海地鐵9号线         | 26,263（16.32英里） | 2007 - 2010 | 杨高中路－九亭                                             |
| 苏州轨道交通1号线     | 25,739（15.99英里） | 2007－2011  | 木渎－钟南街；其中金鸡湖底部分隧道是中国最长的湖底地铁隧道 |
| 深圳地铁9号线         | 25,380（15.77英里） | 2016        | 红树湾－文锦                                               |
| 成都地铁1号线         | 23,900（14.85英里） | 2010        | 升仙湖－世纪城                                             |
| 北京地铁2号线         | 23,100（14.35英里） | 1969 - 1987 | 环线，西直门－北京站－西直门                               |
| 上海轨道交通4号线     | 20,740（12.89英里） | 2005－2007  | 海伦路－蓝村路－大木桥路－宜山路                           |
| 南京地铁2号线         | 20,380（12.66英里） | 2010        | 雨润大街－马群西                                           |
| 上海轨道交通6号线     | 20,336（12.64英里） | 2007        | 博兴路－东方体育中心                                       |
| 苏州轨道交通2号线     | 19,146（11.90英里） | 2009－2012  | 陆慕－宝带桥南                                             |
| 北京地铁8号线         | 18,500（11.50英里） | 2008 - 2012 | 回龙观东大街－鼓楼大街                                     |
| 上海轨道交通1号线     | 18,110（11.25英里） | 1995        | 上海南站－上海马戏城                                       |
| 北京地铁5号线         | 17,825（11.08英里） | 2007        | 惠新西街北口－宋家庄                                       |
| 深圳地铁3号线         | 17,333（10.77英里） | 2010－2011  | 水贝－益田                                                 |
| 广州地铁4号线         | 16,790（10.43英里） | 2005        | 新造－黄村                                                 |
| 北京地铁9号线         | 16,500（10.25英里） | 2011－2012  | 国家图书馆－郭公庄                                         |
| 广州地铁1号线         | 16,449（10.22英里） | 1997        | 花地湾－广州东站                                           |
| 天津地铁1号线         | 15,378（9.56英里）  | 1976 - 2006 | 勤俭道－土城                                               |
| 上海轨道交通2号线     | 15,274（9.49英里）  | 2000        | 张江高科－凌空路                                           |
| 广州地铁8号线         | 14,200（8.82英里）  | 2003 - 2010 | 凤凰新村－万胜围                                           |

## 按地区排列

### 华北

#### 北京
- 晓月隧道：位于北京五環路上，是北京市區內唯一的隧道，也是北京環路的唯一一条隧道。
- 卧龙岗隧道
- 东方红隧道
- 居庸关隧道
- 八达岭隧道
- 羊山隧道
- 分水岭隧道
- 黄土梁隧道
- 汤河口隧道
- 创新隧道
- 古北口隧道
- 大屯路隧道
- 担礼隧道
- 松树龄隧道
- 德胜口隧道
- 青松岭隧道
- 长操隧道
- 二道河隧道
- 岔道城隧道
- 弹琴峡隧道
- 柏峪隧道
- 五合隧道
- 大岭后隧道
- 栢查子隧道
- 琉璃庙隧道
- 苍术会隧道
- 麒麟楼隧道
- 慧忠路隧道
- 九道河隧道
- 山京沟隧道
- 陡岭子隧道
- 东老峪隧道
- 潭峪沟隧道
- 河防口隧道
- 栗园厂隧道
- 黎园岭隧道
- 邓家湾隧道
- 东长峪隧道
- 火郎峪隧道
- 横岺根隧道
- 前安岭隧道
- 安岭梁隧道
- 西驼古隧道
- 黑古沿隧道
- 横城子隧道
- 山羊洼一号隧道
- 山羊洼二号隧道
- 石佛寺一号隧道
- 石佛寺二号隧道
- 金鼎湖一号隧道
- 云柏一号隧道
- 云柏二号隧道
- 西圈一号隧道
- 金鼎湖二号隧道
- 西圈二号隧道
- 108国道罗喉岭隧道

#### 天津
- 越秀路隧道
- 五经路隧道
- 东纵快速路隧道
- 海河东路隧道
- 津湾张自忠路隧道
- 中央大道海河隧道
- 西青道下沉隧道

#### 石家庄
- 西柏坡隧道
- 木盘隧道

#### 秦皇岛
- 界岭隧道
- 王子店隧道
- 朱杖子隧道
- 青松岭隧道

### 东北

#### 哈尔滨
- 天恒山隧道

#### 沈阳
- 浑河隧道
- 五爱隧道

#### 大连
- 松树隧道
- 金州隧道
- 太平坦隧道
- 白垩纪隧道
- 南隈子隧道
- 大龙湾隧道
- 白云街隧道
- 毛沟东隧道
- 北良港公路隧道

### 华东

#### 上海
跨长江隧道
- 上海长江隧道

跨黄浦江隧道（自下游至上游）
- 外环隧道
- 翔殷路隧道
- 军工路隧道
- 大连路隧道
- 新建路隧道
- 延安东路隧道
- 人民路隧道
- 复兴东路隧道
- 西藏南路隧道
- 打浦路隧道：中国第一条水底公路隧道。
- 龙耀路隧道
- 上中路隧道
- 上海外滩观光隧道（仅供行人观光通行）

其他
- 外滩隧道

#### 武汉
- 武汉长江隧道：长江上第一条过江隧道，双向4车道，位于武汉市区，连接汉口和武昌，于2008年12月通车。
- 武汉地铁2号线过江隧道：长江上第一条地铁过江隧道
- 三阳路长江隧道
- 中山路隧道
- 水果湖隧道
- 地大隧道

#### 南昌
- 青山湖隧道
- 洛阳路隧道
- 萧峰隧道

#### 杭州
跨钱塘江隧道
- 庆春路过江隧道
- 钱江隧道

#### 福州
- 馬尾隧道
- 鼓山隧道
- 快安隧道
- 潼关隧道
- 颜岐隧道
- 牛岩山隧道（在建）

#### 厦门
- 翔安隧道：中国第一条由国内专家自行设计的海底隧道，世界第一条采用钻爆法施工的海底隧道，于2005年8月9日正式动工建设，于2009年11月6日全线贯通，于2010年4月26日正式通车。
- 东渡隧道
- 梧村隧道
- 新阳隧道
- 凤溪隧道

#### 泉州
- 垵口隧道
- 前鸥隧道
- 马跳隧道

#### 江苏
- 独墅湖隧道：穿越苏州城中独墅湖的一条隧道，地面部分双向8车道，隧道部分双向6车道，隧道部分长3.46公里，投资24.5亿元，于2007年10月10日通车。
- 南京长江隧道
- 玄武湖隧道
- 御窑路隧道

### 华南

#### 广东
- 港珠澳大桥海底隧道
- 珠江隧道
- 龙头山隧道
- 石陂隧道
- 梧桐山隧道
- 林场隧道
- 龙华隧道
- 盐田隧道
- 雅宝隧道
- 加林山隧道
- 板樟山隧道
- 鳳凰山隧道
- 拱北隧道
- 德胜路隧道
- 彩虹嶺隧道
- 鹅公山隧道
- 狮山隧道
- 象山隧道
- 圭峰山隧道

#### 澳门
- 松山隧道
- 氹仔隧道

#### 海口
- 侨中路隧道

### 西南

#### 重庆
- 朝天门隧道
- 真武山隧道
- 黄沙溪隧道
- 重庆八一隧道
- 圆梁山隧道
- 中梁山隧道
- 大坡隧道
- 老土隧道
- 三建隧道

#### 贵阳
- 黔春隧道
- 偏坡隧道
- 土巴寨隧道
- 曹坝冲隧道

#### 成都
- 土桥隧道
- 渠江路隧道
- 大渡河路隧道
- 友谊隧道
- 龙池隧道

### 其他地區
- 秦岭终南山公路隧道：位居世界第二長、亞洲第一長的公路隧道。
- 台灣海峽隧道：計畫中，不但面臨政經問題，困難度及危險性也極高
- 川藏公路海子山隧道：全長11.36公里。
- 港珠澳大桥海底隧道段：全長55.000公里。

#### 兰州
- 高岭子隧道
- 车道岭隧道
- 太平隧道